# Johann August Arens

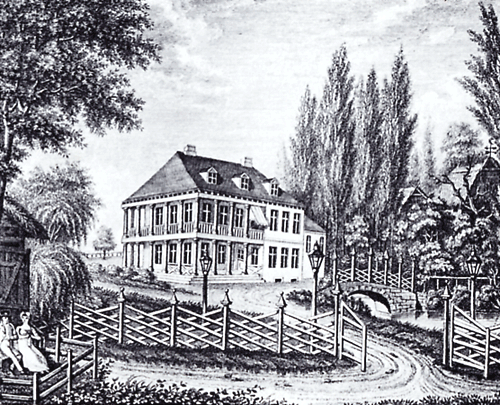
Voghts Landhaus in Klein-Flottbeck, Stahlstich von L. Wolf aus dem Jahre 1805

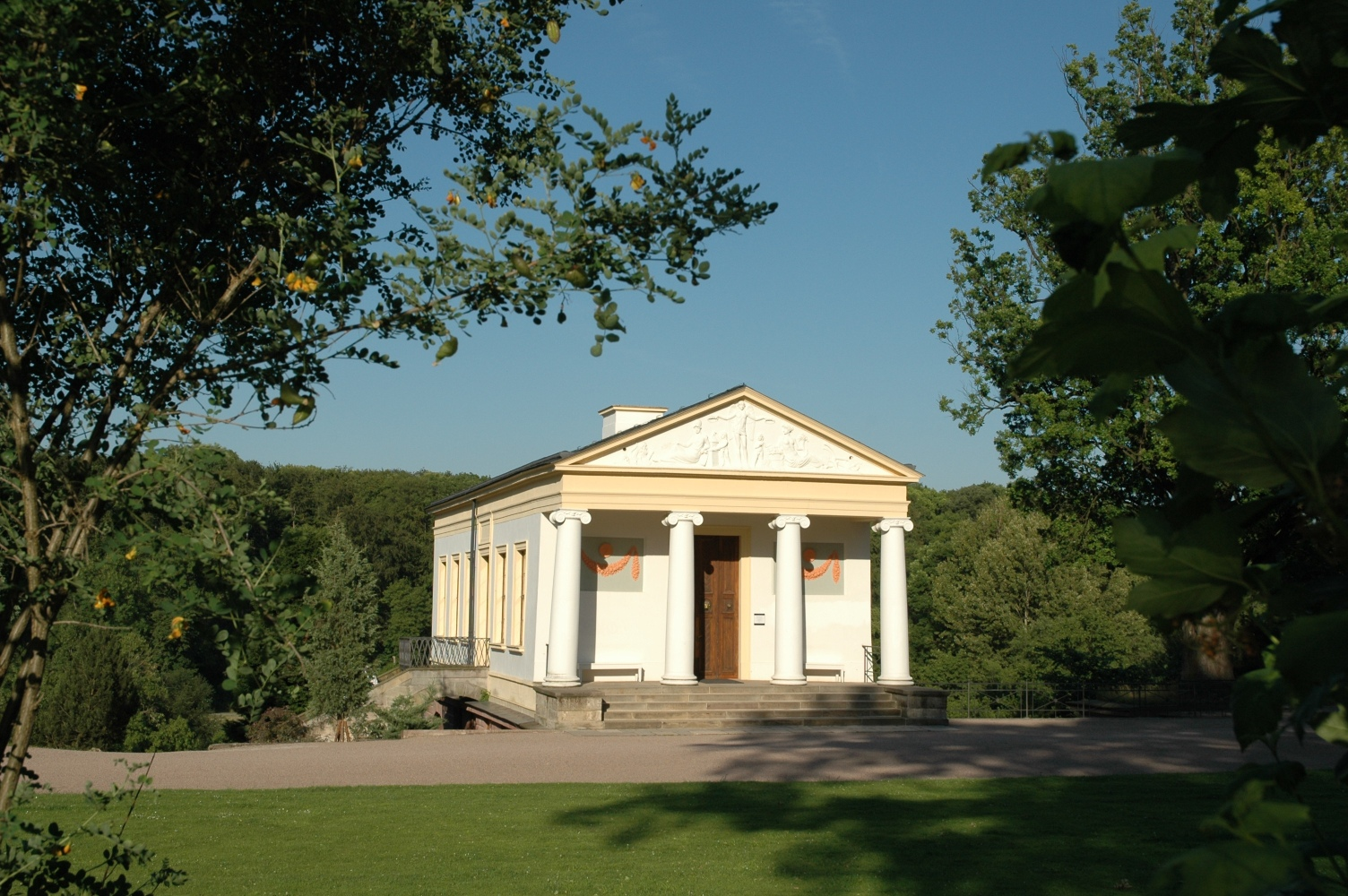
Römisches Haus in Weimar

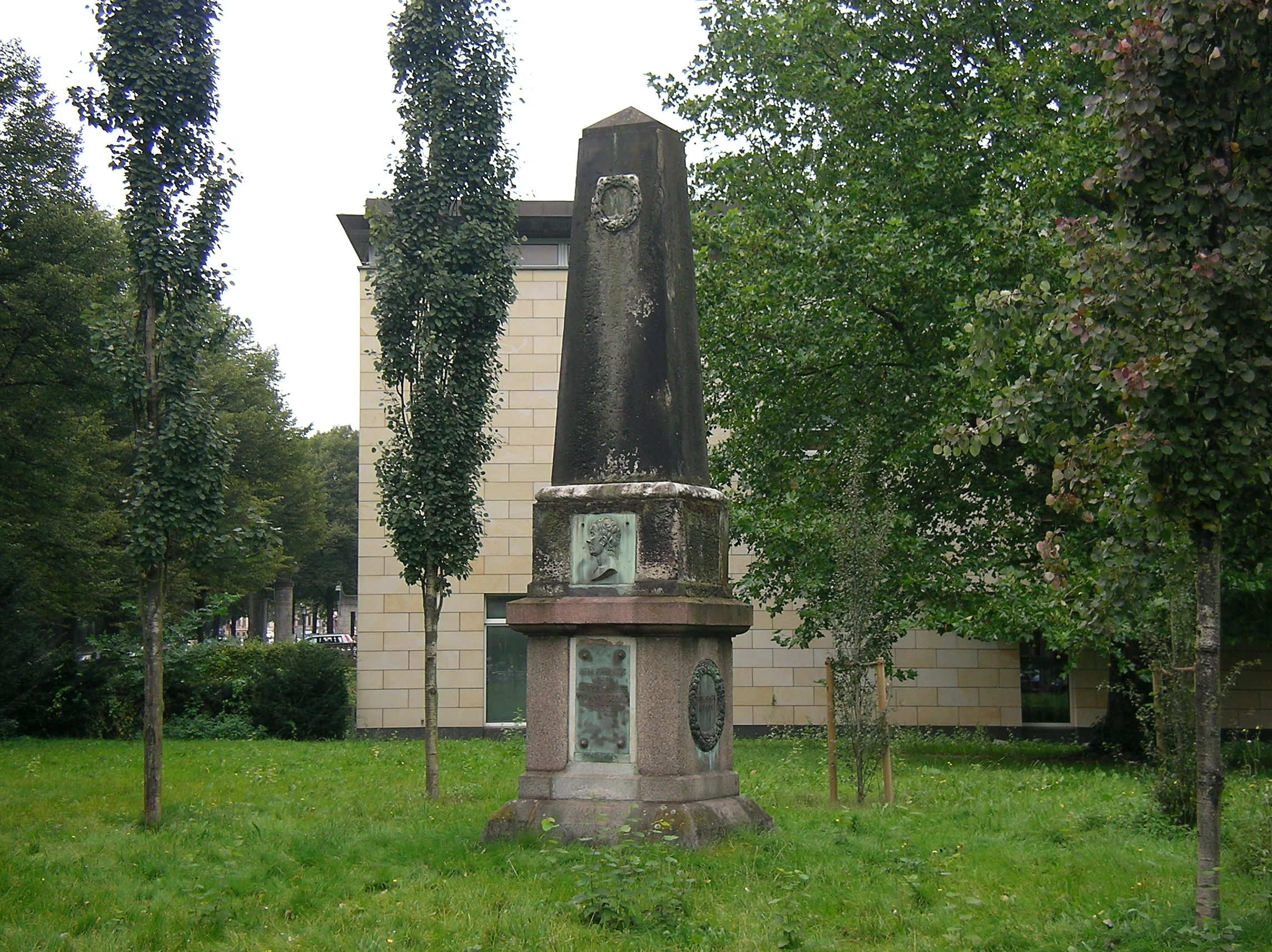
Das Büsch-Denkmal an seinem heutigen Standort

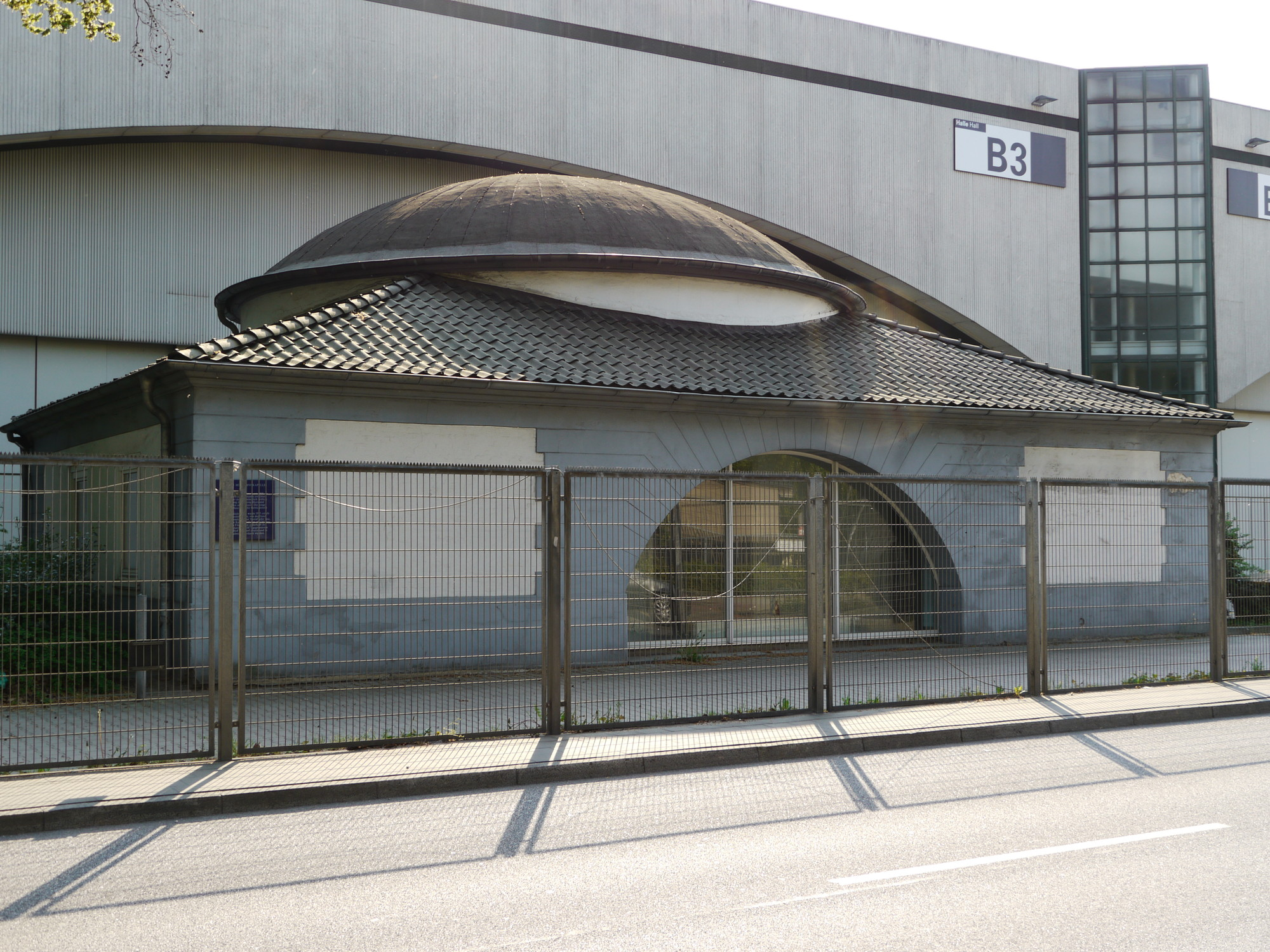
St.-Petri-Begräbniskapelle in Hamburg

Johann August Arens (* 10. Februar 1757 in Hamburg; † 18. August 1806 in Pisa, Italien) war ein deutscher Architekt des Klassizismus, Landschaftsgestalter, Maler, weimarischer Baubeamter und Mitglied der Königlich Preußischen Akademie der bildenden Künste und mechanischen Wissenschaften zu Berlin.

## Leben und Werk
Arens, Sohn eines Tischlers aus Stralsund, studierte von 1778 bis 1783 an der Georg-August-Universität Göttingen und an der Königlich Dänischen Kunstakademie unter Caspar Frederik Harsdorff, wo er insgesamt vier Preise errang.
Ein Stipendium der Patriotischen Gesellschaft ermöglichte ihm 1784 und 1785 Reisen nach Frankreich, wo er sich mit der Revolutionsarchitektur und Innenausstattungen von Wohnhäusern auseinandersetzte. 1786 und 1787 reiste er nach England und Italien. In England studierte er die Gartenkunst, vor allem beschäftigte ihn der harmonische Zusammenhang zwischen Landschaft und Architektur. In Neapel studierte er die antiken Stätten, dabei entstanden meisterhafte Bilder und Zeichnungen. 1787 schloss er in Rom Bekanntschaft mit Johann Wolfgang von Goethe und besuchte die wichtigsten antiken Stätten in Italien. Goethe berief ihn nach Weimar zum Wiederaufbau des 1774 abgebrannten Weimarer Stadtschlosses. 1791 wurde er zum fürstlichen Baurat ernannt. In Weimar entwarf er das Römische Haus. 1790 kehrte Arens nach Hamburg zurück, wurde Mitglied der Patriotischen Gesellschaft von 1765 und bekam das Hamburger Bürgerrecht. 1793 heiratete er Cecilia Elisabeth, die Tochter des Hamburger Pastors Johann Matthias Liebrecht. In Hamburg verwirklichte er in den folgenden Jahren zahlreiche öffentliche Bauten, insgesamt etwa 30 Stadt- und Landhäuser, Gartenanlagen und Denkmäler.
Arens gehörte neben Christian Frederik Hansen zu den wichtigsten klassizistischen Baumeistern Hamburgs. Nach ihm ist der Arensweg in Hamburg-Winterhude benannt.

## Bauten (Auswahl)
- 1789–1792: Wiederaufbau des Weimarer Stadtschlosses
- 1792–1797: Römisches Haus im Park an der Ilm in Weimar
- 1794–1797: Landhaus des Barons Caspar Voght in Flottbek
- um 1800: Friedhofskapelle St. Petri in Hamburg
- Landhaus Duncker in Hamburg-Horn
- 1801: Gentz'sches Treppenhaus im Weimarer Stadtschloss, 1802–1803 von Heinrich Gentz vollendet
- Landhaus Amsinck
- Landhaus Mönckeberg
- Landhaus Eiffe
- Wandsbeker Kirche (1800 eingeweiht)

## Entwürfe (Auswahl)
- Römisches Haus (Weimar) (Entwurf der Innenausstattung von Christian Friedrich Schuricht)
- 1779–1782: Botanisk Centralbibliotek in Kopenhagen
- 1783: Entwurf eines Treibhauses für den Botanischen Garten Kopenhagen
- 1800–1802: Denkmal Johann Georg Büsch